# Sphaerobothria hoffmanni
Sphaerobothria hoffmanni är en spindelart som beskrevs av Karsch 1879. Sphaerobothria hoffmanni ingår i släktet Sphaerobothria och familjen fågelspindlar.
Artens utbredningsområde är Costa Rica. Inga underarter finns listade i Catalogue of Life.